# Присака
Присака (рум. Prisaca) — село в Чимишлийском районе Молдавии. Наряду с сёлами Хыртоп и Ялпуг входит в состав коммуны Хыртоп.

## География
Село расположено на высоте 157 метров над уровнем моря.

## Население
По данным переписи населения 2004 года, в селе Присака проживает 88 человек (41 мужчина, 47 женщин).
Этнический состав села:
| Национальность | Число жителей | Процентный состав |
| -------------- | ------------- | ----------------- |
| молдаване      | 61            | 69.32             |
| украинцы       | 20            | 22.73             |
| русские        | 4             | 4.55              |
| болгары        | 3             | 3.41              |
| Всего          | 88            | 100%              |